# Ioan Broscățeanu
Ioan Broscățeanu (n.?) a fost  un senator român în legislatura 1992-1996 ales în județul Brăila pe listele partidului FDSN. Din iulie 1993, Ioan Broscățeanu a fost membru în Partidul Democrației Sociale din România. În cadrul activității sale parlamentare, Ioan Broscățeanu  a inițiat o singură moțiune.

## Legături externe
- Ioan BROSCĂȚEANU - Sinteza activitatii parlamentare în legislatura 1992-1996 Arhivat în 22 august 2016, la Wayback Machine.